# Paprotno (powiat koszaliński)
Paprotno – osada w północno-zachodniej Polsce, położona w województwie zachodniopomorskim, w powiecie koszalińskim, w gminie Mielno. Miejscowość wchodzi w skład sołectwa Gąski.
W latach 1975–1998 wieś należała do woj. koszalińskiego.